# Ultracore
Ultracore (conocido originalmente como Hardcore) es un videojuego run and gun desarrollado por DICE. Originalmente planeado para ser lanzado para las plataformas de Amiga, Genesis, y Sega CD, el juego fue cancelado por su distribuidor Psygnosis en 1994 estando a punto de ser terminado. El juego fue salvado por el distribuidor Strictly Limited Games y lanzado junto con la consola Mega Sg en marzo de 2019. Se lanzaron ports para Nintendo Switch, PlayStation 4 y PlayStation Vita en 2020. Una versión compatible con el sistema de Sega Genesis original fue lanzado en Japón en octubre de 2019. También se lanzaron ports para Xbox One y Xbox Series X/S en diciembre de 2023.

## Jugabilidad
Ultracore es un juego run and gun. El jugador deberá recolectar potenciadores para su arma mientras atraviesa los niveles.

## Desarrollo
Digital Illusions desarrolló Hardcore para Amiga, Genesis, y Sega CD en un principio. A pesar de estar «alrededor de un 99 por ciento completado», el distribuidor del juego Psygnosis lo canceló en 1994. Con el lanzamiento inminente de la consola PlayStation de 32-bit de aquel entonces, Psygnosis esperaba que las ventas de los juegos de 16-bit, incluyendo a Hardcore, cayeran. Algunos videos de su jugabilidad también se filtraron a lo largo de los años. Andreas Axelsson y Olof Gustafsson, dos de los fundadores de DICE, presentaron una demo del juego en la exposición Datastorm de 2010 para los entusiastas de Commodore.
En agosto de 2018, el distribuidor alemán Strictly Limited Games anunció sus planes para terminar y lanzar el juego. El equipo de la compañía, consistiendo de nueve personas incluyendo al cofundador de DICE, Fredrik Liljegren, y otros exempleados de DICE, utilizaron el kit de desarrollo de Sega Genesis para terminar la producción del juego, porteándolo más adelante a PlayStation 4 y PlayStation Vita, dos sistemas modernos. En aquel entonces, Sony, creador de la PlayStation, era dueño del catálogo de Psygnosis. Strictly Limited Games también intentó incorporar niveles de tanques que faltaban en el juego con ayuda de sus diseñadores originales. Antes de su lanzamiento, Hardcore fue retitulado Ultracore por problemas de licencias. Ultracore fue lanzado por primera vez como parte de la Mega Sg, una consola para juegos de Sega Genesis desarrollada por Analogue, el 25 de marzo de 2019. Ultracore fue lanzado para PlayStation 4 y Nintendo Switch el 23 de junio de 2020, y para PlayStation Vita más adelante. Una versión física compatible con los sistemas originales de Sega Genesis también fue planeada. En Japón, esta versión fue lanzada por Columbus Circle el 17 de octubre de 2019. El juego fue lanzado para Xbox One y Xbox Series X/S el 7 de diciembre de 2023.